# Aïn Savra
Aïn Savra est une commune rurale du centre-ouest de la Mauritanie, située dans la région de l'Adrar. Elle fait partie du département de Chinguetti.

## Population
Lors du recensement de 2000, Aïn Savra comptait 1 993 habitants.